# Nyingma Gyübum
| Tibetische Bezeichnung                      |
| ------------------------------------------- |
| Tibetische Schrift: རྙིང་མ་རྒྱུད་འབུམ             |
| Wylie-Transliteration: rnying ma rgyud 'bum |
| Andere Schreibweisen: Nyingma Gyubum        |
| Chinesische Bezeichnung                     |
| Vereinfacht: 宁玛续集                       |
| Pinyin:Ningma xuji                          |

Nyingma Gyübum (tib. rnying ma rgyud 'bum "Sammlung von Tantras der Nyingma-Tradition") ist eine Sammlung von Schriften, die zu den Drei Inneren Tantras (nang rgyud sde gsum) gehören,  von dem Tertön Ratna Lingpa (1403–1471) gesammelt und von Jigme Lingpa (1729–1798) erneut herausgegeben wurde.
Es existieren verschiedene Ausgaben. Am bekanntesten ist die in 36 Bänden aus dem Jahr 1974, die von Seiner Heiligkeit Dilgo Khyentse Rinpoche in Neu-Delhi veröffentlicht wurde. Die Gliederung dieser Ausgabe ist folgendermaßen: 10 Bände Atiyoga, 3 Bände Anuyoga, 6 Bände vom Tantra-Abschnitt des Mahayoga, 13 Bände vom Sadhana-Abschnitt des Mahayoga, 1 Band Schützer-Tantras und 3 Bände Kataloge und historischer Hintergrund.